# Острувский повет (Великопольское воеводство)
Острувский повет (Великопольское воеводство) (пол. Powiat ostrowski (wielkopolski)) — повет (район) в Польше, входит как административная единица в Великопольское воеводство. Центр повета — город Острув-Велькопольски. Занимает площадь 1160,65 км². Население — 161 435 человек (на 31 декабря 2015 года).

## Административное деление
- города: Острув-Велькопольски, Нове-Скальмежице, Одолянув, Рашкув
- городские гмины: Острув-Велькопольски
- городско-сельские гмины: Гмина Нове-Скальмежице, Гмина Одолянув, Гмина Рашкув
- сельские гмины: Гмина Острув-Велькопольски, Гмина Пшигодзице, Гмина Серошевице, Гмина Сосне

## Демография
Население повета дано на 31 декабря 2015 года.
| Перепись            | Всего  | Мужчины | Женщины |
| ------------------- | ------ | ------- | ------- |
| Всего               | 161435 | 78 951  | 82 484  |
| Городское население | 84660  | 40543   | 44117   |
| Сельское население  | 76775  | 38408   | 38367   |